# Lindsay Kemp
Lindsay Keith Kemp (3 maart 1938 – Livorno, 24 augustus 2018) was een Britse danser, acteur en mimespeler. Hij werd het meest bekend door zijn productie Flowers uit 1974, een mime- en muziekshow gebaseerd op Jean Genets roman Our Lady of the Flowers, waarin hij de hoofdrol vertolkte van 'Divine'. Vanwege de homoseksuele thema's en de ogenschijnlijke decadentie waren de kritieken soms venijnig, maar het werd algemeen gezien als een theatrale en zintuiglijke sensatie, en de voorstelling toerde vele jaren over de hele wereld. Daarnaast was Kemp mentor van onder andere David Bowie en Kate Bush.

## Jeugd en opleiding
Kemp groeide op in South Shields. Zijn vader was zeeman en werd als vermist opgegeven in 1940. Zijn zus Norma viel al jong op als tapdanser en overleed op 5-jarige leeftijd aan hersenvliesontsteking. Kemp vertelt dat hij in zekere zin als vervanging voor haar werd verwekt. Hij erfde haar kleine kimono's en waaiers, die zijn vader voor Norma had meegenomen van zijn reizen naar China en Japan.
Kemp studeerde in de jaren 50 bij Marcel Marceau en vormde zijn eigen dansgezelschap in het begin van de jaren 1960. The Lindsay Kemp Dance Mime Company trok voor het eerst de aandacht met een optreden op het Edinburgh Festival in 1968. 

### Bowie
Kemp leerde Bowie kennen toen deze naar zijn show Clowns kwam kijken waarin Kemp het nummer ‘When I live my dream’ gebruikte. Na de show kwam Bowie naar zijn kleedkamer en vroeg of hij hem les wilde geven. Samen zetten ze de show Pierrot In Turquoise op.

### Kate Bush
Kemp bedacht de choreografie voor ‘Wuthering Heights’ en hij werkte samen met Bush aan de Tour Of Life theatershows. Daarnaast maakte hij een opwachting in haar film 'The Line, The Cross & The Curve' uit 1994. Bush’ lied ‘Moving’ werd opgedragen aan Kemp.

## Films
Naast het ontwerpen van kleding en coachen achter de schermen was Kemp ook acteur. Zo speelde hij in The Wicker man, Sebastiane en Velvet Goldmine.
- Bibliothèque nationale de France: cb14192973x (data)
- CiNii: DA11792862
- Gemeinsame Normdatei: 118852698
- International Standard Name Identifier: 0000 0000 9824 971X
- Library of Congress Control Number: n81091350
- Bibliotheek van het Japanse parlement: 00469428
- Nationale Bibliotheek van Tsjechië: xx0276897
- Nationale Bibliotheek van Israël: 987007278543605171
- RKD-Nederlands Instituut voor Kunstgeschiedenis: 297013
- Istituto Centrale per il Catalogo Unico: CFIV040088
- Union List of Artist Names: 500476055
- Virtual International Authority File: 94252426
- WorldCat: E39PBJkhQ6ygFG3DrM9mXqvbVC